# Club de Deportes Lota Schwager
El Club de Deportes Lota Schwager és un club de futbol xile de la ciutat de Coronel.
Va néixer per la fusió dels clubs Federico Schwager i Minas Lota el 10 de maig de 1966 amb el nom Lota Schwager. La seva samarreta reuneix, sobre fons blanc, tres línies de color vermell (per Federico Schwager), verd (per Minas Lota) i negre (per les empreses de carbó).
L'any 2006 ascendí a primera divisió després de superar el Rangers de Talca en el play-off d'ascens.

## Palmarès
- Segona divisió xilena de futbol: 
  - 1969, 1986
- Tercera divisió xilena de futbol: 
  - 2001